# Eudonia alpina
Eudonia alpina là một loài bướm đêm trong họ Crambidae.